# Аріберт II
Аріберт II (д/н — бл. 747) — князь ободритів у 724—747 роках.

## Життєпис
Походив з династії Віцлава. Син Аріберта I, князя ободритів (бодричів), та Вундани, доньки князя полян (за іншими відомостями — полабів). Його ім'я викликає суперечності серед дослідників: воно має саксонське походження — отримав на честь батька. Втім вважається, що мав слов'янське ім'я, а як Аріберт відомий завдяки франкським (німецьким) джерелам. Останні не вказують його перше ім'я.
Знано, що близько 724 року помер Аріберт I помер, після чого Аріберт II став новим князем ободритів. Спираючись на родинні зв'язки з сусідніми племенами розпочав політику об'єднання полабських племен, що згодом призвело до утворення Ободрицького союзу. Його основою була боротьба з нападами саксів.
У рамках цієї політику оженився на доньці Ульфіли, вождя племені англів. Останній на відміну від інших вождів не перебрався до Британії. Англи Ульфіли займали область сучасного Шлезвігу або північного Гольштейну. У союзі з тестем зумів приборкати плем'я вагрів.
Політика протистояння з саксами призвела до союзу з франкським королем Піпіном Коротким. Завдяки цьому з'являються перші відомості стосовно ободритів. Помер Аріберт II приблизно 747 року. Владу успадкував син Віцлав II, відомий у франків як Віцан.